# Amauroderma perplexum
Amauroderma perplexum är en svampart som beskrevs av Corner 1983. Amauroderma perplexum ingår i släktet Amauroderma och familjen Ganodermataceae.   Inga underarter finns listade i Catalogue of Life.